# Hans Edgardh
Hans Lorentz Edgardh, född 28 oktober 1883 i Skabersjö socken, död 24 november 1955 i Stockholm, var en svensk militär och gymnast. Han var far till Bertil Edgardh.
Hans Edgardh var son till handlanden Henrik L:son Fröjd. Han avlade mogenhetsexamen 1903 och genomgick Göteborgs handelsinstitut innan han slog in på den militära banan. Edgardh blev 1906 underlöjtnant vid Gotlands infanteriregemente, befordrades 1910 till löjtnant, övergick 1920 på reservstat, blev 1921 kapten och 1941 major. Han deltog som frivillig i vinterkriget 1939–1940 och befordrades till major i finska armén. Edgardh avlade 1914 gymnastikdirektörsexamen och var 1916–1919 extralärare vid Gymnastiska Centralinstitutet. Han blev 1919 kamrer vid AB Karta & Oaxens Kalkbruk och AB Gotlands Kalkverk och 1927 VD för AB Gotlands kalkverk, befattningar han lämnade i slutet av 1939. Edgardh var en av tillskyndarna av den frivilliga gymnastiken. 1919–1939 tillhörde han styrelsen för Svenska gymnastikförbundet, 1922–1939 som ordförande i dess verkställande utskott, 1936–1937 som ordförande i förbundet och 1937–1939 som ordförande i styrelsen för gymnastikförbundets folkskola i Lillsved. 1933–1939 var han ordförande i Riksföreningen för gymnastikens främjandes verkställande utskott och 1933–1938 i Stockholms allmänna gymnastikavdelningar, där 1917–1933 var sekreterare. Edgardh stod även i spetsen för flera av de större svenska gymnastiska arrangemangen som Lingiaden 1939 samt som ledamot av Svenska gymnastik- och idrottsföreningarnas riksförbunds överstyrelse 1936–1939. 1940 utsågs han till ledamot av Svenska gymnastik- och idrottsföreningars riksförbund och 1941 till ordförande i dess samarbetskommitté.